# Rock cristão
O rock cristão é uma forma de rock que apresenta letras focadas em questões de fé cristã, geralmente com ênfase em Jesus, geralmente interpretadas por indivíduos cristãos autoproclamados. A extensão em que suas letras são explicitamente cristãs varia entre as bandas. Muitas bandas que tocam rock cristão têm laços com as gravadoras contemporâneas, meios de comunicação e festivais, enquanto outras bandas são independentes.

## História

### Resposta cristã ao começo do rock (décadas de 1950 a 1960)
O rock não era visto favoravelmente pela maioria dos cristãos tradicionalistas e fundamentalistas quando se tornou popular entre os jovens da década de 1950, embora o rock inicial fosse frequentemente influenciado pela música country e gospel. Em 1952, Archibald Davison, um professor de Harvard, resumiu o som da música cristã tradicional e por que seus apoiadores podem não gostar do rock quando ele disse: "... um ritmo que evita pulsos fortes; uma melodia cuja fisionomia não é tão característica nem tão envolvente a ponto de fazer um apelo em seu próprio nome; contraponto, que cultiva eloquência de respiração longa em vez de efeito instantâneo e dramático; um crommaticismo que é sempre limitado em quantidade e carente de emocionalismo; e modalidade que cria uma atmosfera inconfundivelmente eclesiástica." Com base na afirmação de Archibald Davison, é fácil ver como esses dois gêneros musicais são diferentes. Cristãos em muitas regiões dos Estados Unidos não queriam que seus filhos fossem expostos à música com vocais indisciplinados e apaixonados, riffs altos de guitarra e ritmos hipnóticos e estridentes. O rock and roll diferia da norma e, portanto, era visto como uma ameaça. Muitas vezes, a música era abertamente sexual por natureza, como no caso de Elvis Presley, que se tornou controverso e massivamente popular em parte por suas sugestões de dança. No entanto, Elvis era uma pessoa religiosa que até lançou um álbum gospel: Peace in the Valley. Os cristãos individuais podem ter ouvido ou mesmo tocado rock em muitos casos, mas isso era visto como um anátema para estabelecimentos religiosos conservadores, particularmente no sul dos Estados Unidos.

He Touched Me foi um álbum de música gospel de 1972 de Elvis Presley, que vendeu mais de 1 milhão de cópias somente nos Estados Unidos e deu a Presley seu segundo de três prêmios Grammy. Sem contar as compilações, foi seu terceiro e último álbum dedicado exclusivamente à música gospel. A canção "He Touched Me" foi escrita em 1963 por Bill Gaither, cantor e compositor americano de gospel e música cristã contemporânea.
Nos anos 60, o rock se desenvolveu artisticamente, alcançou popularidade mundial e se associou à contracultura radical, alienando firmemente muitos cristãos. Em 1966, os Beatles, considerados uma das bandas de rock mais populares e influentes da época, tiveram problemas com muitos de seus fãs americanos quando John Lennon, brincando, ofereceu sua opinião de que o cristianismo estava morrendo e que os Beatles eram "mais populares que Jesus agora". As canção românticas e de rock melódico do início da carreira da banda eram vistas como relativamente inofensivas, mas após a observação, igrejas em todo o país organizaram queimas de discos dos Beatles e Lennon foi forçado a se desculpar. Posteriormente, os Beatles e a maioria dos músicos de rock experimentaram um estilo de música psicodélica mais complexo, que freqüentemente usava letras anti-establishment, relacionadas a drogas e sexo, enquanto os Rolling Stones cantavam "Sympathy for the Devil", uma canção abertamente escrita por o ponto de vista de Satanás. Alegações de intenção satânica também surgiram dos Beatles 'et al. uso da controversa técnica de gravação de backmasking. Isso aumentou ainda mais a oposição cristã ao rock.
No decorrer da década, a Guerra do Vietnã, o Movimento dos Direitos Civis, os distúrbios estudantis em Paris e outros eventos serviram como catalisadores para o ativismo juvenil e a retirada ou protesto político, que se associaram a bandas de rock, fossem ou não abertamente políticas. Além disso, muitos viam a música promovendo um estilo de vida promíscuo de "sexo, drogas e rock and roll", também refletido no comportamento de muitas estrelas do rock. No entanto, houve um reconhecimento crescente do diversificado potencial musical e ideológico do rock. Inúmeras novas bandas surgiram no meio da década de 1960, quando o rock substituiu os estilos pop mais suaves para se tornar a forma dominante da música pop, uma posição que ele desfrutaria quase continuamente até ao final do século XX, quando o hip-hop finalmente superou em vendas.

### Raízes (finais das décadas de 1960 a 1980)
Entre as primeiras bandas que tocaram rock cristão estava o The Crusaders, uma banda de rock de garagem do sul da Califórnia, cujo álbum Make a Joyful Noise with Drums and Guitars lançado pela Tower Records em novembro de 1966, é considerado um dos primeiros lançamentos de rock gospel, ou mesmo "o primeiro disco de rock cristão", e Mind Garage, sem dúvida a "primeira banda do gênero", cuja álbum, Electric Liturgy de 1967 foi gravado em 1969 no estúdio "Nashville Sound "da RCA. Ambas as gravações foram precedidas pelo elogido LP rockabilly "I Like God Style", escrito e apresentado por Isabel Baker, de 16 anos, e lançado na gravadora privada Wichita, Kansas Romco em 1965, que caiu na obscuridade antes de ser redescoberto em 2007.
Larry Norman, freqüentemente descrito como o "pai do rock cristão", e em seus últimos anos "o avô do rock cristão", que, em 1969, gravou e lançou Upon This Rock ", o "primeiro álbum de Jesus rock lançado comercialmente, desafiou uma opinião defendida por alguns cristãos conservadores (predominantemente fundamentalistas) de que o rock era anticristão. Uma de suas canções, "Why Should the Devil Have All the Good Music?" (Por que o diabo deveria ter toda a boa música?) resumiu sua atitude e sua busca pelo pioneiro do rock cristão. Uma versão cover de "I Wish We'd All Been Ready", de Larry Norman, aparece no longa-metragem cristão evangélico A Thief in the Night e apareceu no álbum cristão de Cliff Richard, Small Corners, junto com "Why Should the Devil Have All the Good Music?". Outro pioneiro do rock cristão, Randy Stonehill, lançou seu primeiro álbum em 1971, o Born Twice, produzido por Larry Norman. Na versão mais comum do álbum, o lado  é inteiramente uma performance ao vivo.
Outro álbum de rock cristão inicial foi Mylon (We Believe), de Mylon LeFevre, filho de membros do grupo gospel sulista The LeFevres. Ele gravou o álbum com os membros do Classics IV e o lançou pela Cotillion Records em 1970.
O rock cristão era frequentemente visto como uma parte marginal da nascente música cristã contemporânea (MCC) e da indústria gospel contemporânea nas décadas de 1970 e 1980, embora artistas cristãos de folk rock como Bruce Cockburn e artistas de rock fusion como Phil Keaggy tivessem alguma sobre o sucesso. Petra e Resurrection Band, duas das bandas que trouxeram o hard rock para a comunidade do MCC, tiveram suas origens no início e meados da década de 1970. Eles alcançaram seu auge em popularidade no final dos anos 80, ao lado de outros artistas de hard rock que identificam-dr cristãos, como Stryper. Este último tinha vídeos reproduzidos na MTV, um deles "To Hell with the Devil", e até teve algum sucesso nas principais estações de rádio com seu hit "Honestly". O rock cristão se mostrou menos bem-sucedido no Reino Unido e na Europa, embora artistas como Bryn Haworth tenham encontrado sucesso comercial combinando blues e rock mainstream com temas cristãos.

### Década de 1990 - atualmente
Os anos 90 viram uma explosão de rock cristão.
Muitas das bandas cristãs populares da década de 1990 foram inicialmente identificadas como "rock alternativo cristão", incluindo Jars of Clay, Newsboys, Audio Adrenaline e os álbuns posteriores do DC Talk. Fora dos países anglófonos, bandas como Oficina G3 (Brasil) e The Kry (Quebec, Canadá) obtiveram sucesso moderado. Delirious? tem sido uma das bandas de maior sucesso do Reino Unido.
No final dos anos 90 e início dos anos 2000, o sucesso de artistas de inspiração cristã como Skillet, Thousand Foot Krutch, Decyfer Down, Underoath, Kutless, Disciple, P.O.D., Switchfoot e Relient K viram uma mudança em direção à exposição convencional no cenário do rock cristão.
Entre as bandas de rock cristãs populares da primeira década do século XXI que exemplificaram essa tendência estavam o RED e o Fireflight.
Existem também algumas bandas católicas romanas, como a Critical Mass. Alguns grupos de rock cristãos ortodoxos orientais, principalmente da Rússia e da União Soviética, começaram a se apresentar no final dos anos 80 e 90. Alisa e Black Coffee são creditados como os exemplos mais importantes. As letras cristãs ortodoxas dessas bandas geralmente se sobrepõem a canções históricas e patrióticas sobre a Rússia de Quieve.

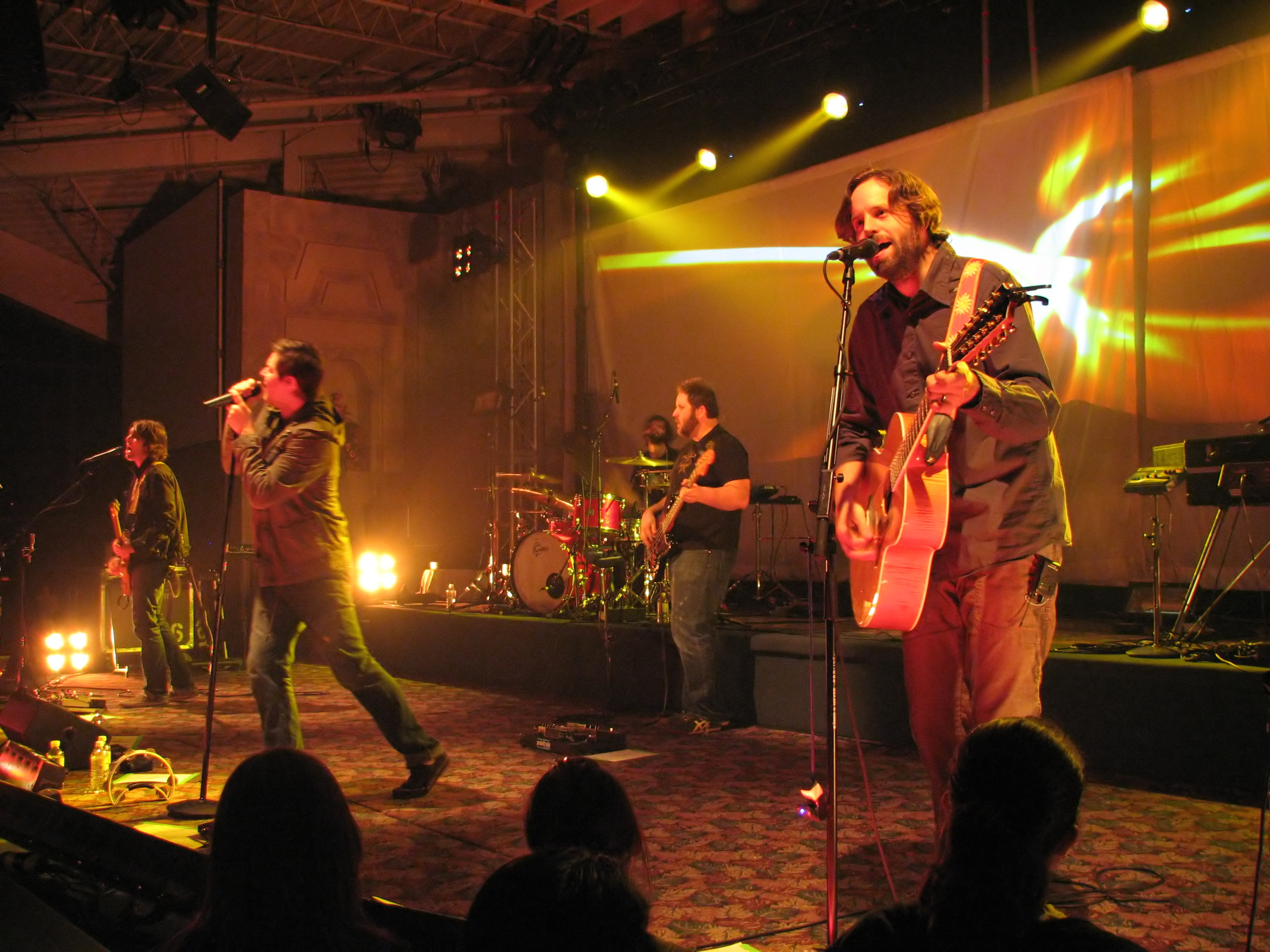
Jars of Clay em 2007.

O gênero musical que já foi rejeitado pelas principais igrejas cristãs agora é considerado por alguns como uma das ferramentas de recrutamento mais importantes de suas congregações sucessoras. De acordo com Terri McLean, autor de New Harmonies, as igrejas da antiga guarda (o Metodista Unido é dado como exemplo) do final dos anos 90 estavam passando por um rápido declínio no número de membros e estavam sob ameaça de dissolução na próxima década, uma tendência que tem sido desde a década de 1980. McLean, usando inúmeras citações de teólogos, apologistas e professores cristãos, continua oferecendo a música cristã contemporânea como a razão da queda da popularidade das igrejas mais tradicionalistas. A definição de cristão contemporâneo, oferecida por New Harmonies, é de um gênero não muito distante dos hinos tradicionais; é simplesmente mais acessível. A realidade é que, embora uma forma de hino modernizado exista nas igrejas de hoje e afeta o recrutamento de igrejas, também existe dentro e fora dessas igrejas uma forma de música (rock cristão) que tem apenas um elemento em comum com os gêneros religiosos anteriores: sua adoração a Deus.
Esse elemento, a adoração a Deus, é o que foi originalmente removido ou escondido nas letras do início do rock secular. Santino descreveu um método de mudar as letras cristãs como um processo que transformou "letras que cantavam o amor místico de Deus em letras que celebravam o amor terreno da mulher". Howard & Streck oferecem exemplos disso, comparando “This Little Girl Mine” de Ray Charles com “This Little Light Mine” e “Talking About You” com “Talking About Jesus”. Eles alegam que, devido a ações como essa, apesar da edição liberal dos hinos originais, o "gospel" mostrou ao rock como cantar". Howard & Streck continuam descrevendo como o conflito entre música e religião, liderado por fundamentalistas do sul, era originalmente baseado racialmente, mas como nos anos sessenta isso mudou para um choque sobre o estilo de vida percebido dos músicos de rock.

## Definição
Existem várias definições do que qualifica como uma banda de "rock cristão". Bandas de rock cristãs que declaram explicitamente suas crenças e usam imagens religiosas em suas letras, como Servant, Third Day e Petra, tendem a ser consideradas parte da indústria da música cristã contemporânea (MCC).
Outras bandas tocam canções influenciadas por sua fé ou contendo imagens cristãs, mas veem seu público como o público em geral. Por exemplo, Bono Vox do U2 combina muitos elementos de espiritualidade e fé em suas letras, mas a banda não é diretamente rotulada como uma banda de "rock cristão".
Essas bandas às vezes são rejeitadas pela cena do rock do MCM e podem rejeitar especificamente o rótulo do MCC. Outras bandas podem experimentar estilos musicais mais abrasivos. A partir dos anos 1990 e 2000, houve uma aceitação muito mais ampla, mesmo por puristas religiosos do metal cristão, industrial cristão e punk cristão. Muitas dessas bandas estão em gravadoras predominantemente cristãs, como Tooth & Nail Records e Facedown Records.
Artistas de rock, como Switchfoot, não se consideram "bandas cristãs", mas incluem membros que professam abertamente ser cristãos ou, às vezes, podem apresentar pensamento, imagens, escrituras ou outras influências cristãs em suas canções.
Algumas dessas bandas, como Creed, tocavam o conteúdo espiritual de suas músicas e eram amplamente consideradas uma "banda cristã" pela mídia popular. Algumas bandas rejeitam a gravadora porque não desejam atrair exclusivamente fãs cristãos, ou porque foram identificadas com outro gênero musical específico, como heavy metal ou indie rock.
Sou um artista cristão, porque não escrevo música para ser evangélica. Agora, se isso acontecer, acontece.— Scott Stapp, vocalista do Creed